# Hydractinia borealis
Hydractinia borealis is een hydroïdpoliep uit de familie Hydractiniidae. De poliep komt uit het geslacht Hydractinia. Hydractinia borealis werd in 1900 voor het eerst wetenschappelijk beschreven door Mayer. 